# Dubkowce
Dubkowce (ukr.  Дубківці) – zniesiona wieś na Ukrainie, obecnie w granicach wsi Rasztowce w  rejonie czortkowskim obwodu tarnopolskiego, w hromadzie Grzymałów. Leży nad Hnyłą i stanowi południową część Rasztwiec, w pobliżu Postołówki.

## Historia
Dawniej odrębna wieś. Począwszy od XIX wieku stanowiła gminę jednostkową w Bezirk Grzymałów, liczącą w 1854 roku 372 mieszkańców; od 1867 w powiecie skałackim.
W II Rzeczypospolitej gmina w powiecie skałackim województwa tarnopolskiego. W 1921 roku liczyła 898 mieszkańców. W 1934 weszła w skład gromady Dubkowce (obejmującą miejscowości Dubkowce, Ślepy Jar i Wydra) w nowej zbiorowej gminie Touste.
Po II wojnie światowej w ZSRR, gdzie zostały włączone do Rasztowiec. Do 2020 w rejonie husiatyńskim. 